# Carlão
Carlão ist ein Ort und eine ehemalige Gemeinde (Freguesia) im portugiesischen Kreis Alijó. In der Gemeinde lebten 716 Einwohner (Stand 30. Juni 2011).
Am 29. September 2013 wurden die Gemeinden Carlão und Amieiro zur neuen Gemeinde União das Freguesias de Carlão e Amieiro zusammengefasst. Carlão ist Sitz dieser neu gebildeten Gemeinde.